# Adam Gibson
Pour l’article homonyme, voir Gibson.
Adam Gibson, né le 30 octobre 1986 à Launceston, en Australie, est un joueur australien de basket-ball, évoluant au poste de meneur.